# Amolops cucae
Amolops cucae é uma espécie de anfíbio anuro da família Ranidae. Está presente no Vietname. Não foi ainda avaliada pela UICN.